# Mont Pelerin-sällskapet
Mont Pelerin-sällskapet är ett sällskap bestående av nationalekonomer (bland andra åtta mottagare av Sveriges Riksbanks pris i ekonomisk vetenskap till Alfred Nobels minne), filosofer, historiker, intellektuella, företagsledare och andra som verkar för klassisk liberalism. Några av dess grundare var Friedrich von Hayek, Karl Popper, Ludwig von Mises, George Stigler, och Milton Friedman.
Sällskapet verkar för en fri marknadsekonomi, yttrandefrihet och ett fritt samhälle.

## Mål
I dokumentet "Statement of Aims", författat 8 april 1947, oroade sig medlemmarna av organisationen för de utmaningar civilisationen stod inför. 
Over large stretches of the Earth’s surface the essential conditions of human dignity and freedom have already disappeared. - - The position of the individual and the voluntary group are progressively undermined by extensions of arbitrary power.  Even that most precious possession of Western Man, freedom of thought and expression, is threatened by the spread of creeds which, claiming the privilege of tolerance when in the position of a minority, seek only to establish a position of power in which they can suppress and obliterate all views but their own."
"På stora delar av jorden så har de nödvändiga förutsättningarna för värdighet och frihet försvunnit - Individen och frivilliggrupper undermineras ständigt i samhället av ett utsträckande av den godtyckliga makten. Även det som folk i väst tog mest hänsyn till, åsikts- och yttrandefrihet är hotat av dogmatiska tänkare som hävdar tolerans när de trots att de är i minoritet kämpar för att nå en position där de kan förtrycka och eliminera alla som inte delar deras åsikter."
Gruppen förklarade även att det är svårt att föreställa sig ett samhälle där frihet kan råda utan den spontana kraften som härstammar från marknadsekonomin. Medlemmarna i sällskapet såg fram att studera detta bland många andra saker. 
Sällskapet syftar inte till att etablera en sanning eller en dogm, bedriva propaganda eller stödja ett visst parti. Istället syftar det till att diskutera fördelarna med ett fritt samhälle och upplysa om dessa. 

## Namn
Mont Pelerin-sällskapet grundades den 10 april 1947 på en konferens arrangerad av Friedrich Hayek. Ursprungligen skulle sällskapet heta Acton-Tocqueville-sällskapet. Frank Knight protesterade dock emot att döpa gruppen till namn efter två katolska aristokrater och Ludwig von Mises uttryckte oro inför att sällskapet skulle kunna förknippas med de misstag som Acton och Tocqueville hade gjort. Man beslutade därför att sällskapet istället skulle döpas efter den schweiziska ort där konferensen hölls, Mont Pèlerin.

## Historia
1947 bestod sällskapet av 39 akademiker. De flesta var ekonomer men det fanns även några historiker och filosofer. De hade bjudits in av Friedrich Hayek för att diskutera staten, framtiden för den klassiska liberalismen och för att göra motstånd mot de "statskramande marxistiska eller keynesianska planeringsförsöken som svepte över jorden". I hans öppningsanförande på konferensen där sällskapet grundades nämner Hayek Henry Simons (den senare ordföranden för sällskapet Milton Friedmans mentor) och Sir John Clapham. Dessa två hade varit med planerat konferensen och lagt grunden för sällskapet men gick bort innan det kunde förverkligas.
Efter grundandet arbetade Mont Pelerin-sällskapet med att skapa en miljö där för givande diskussioner mellan likasinnade i syftet att stärka stödet för marknadsekonomin och det fria samhället.
Sällskapet träffas vartannat år på olika platser i världen för att utbyta idéer och välja en ny ordförande.

## Tidigare ordförande[2]
- F. A. von Hayek, Storbritannien, 1947–1961
- Wilhelm Röpke, Schweiz, 1961–1962
- John Jewkes, Storbritannien, 1962–1964
- Friedrich Lutz, Tyskland, 1964–1967
- Bruno Leoni, Italien, 1967–1968
- Günter Schmölders, Tyskland, 1968–1970
- Milton Friedman, USA, 1970–1972
- Arthur Shenfield, Storbritannien, 1972–1974
- Gaston Leduc, Frankrike, 1974–1976
- George Stigler, USA, 1976–1978
- Manuel Ayau, Guatemala, 1978–1980
- Chiaki Nishiyama, Japan, 1980–1982
- Lord Harris of High Cross, Storbritannien, 1982–1984
- James M. Buchanan, USA, 1984–1986
- Herbert Giersch, Tyskland, 1986–1988
- Antonio Martino, Italien, 1988–1990
- Gary Becker, USA, 1990–1992
- Max Hartwell, Storbritannien, 1992–1994
- Pascal Salin, Frankrike, 1994–1996
- Edwin J. Feulner, USA, 1996–1998
- Ramon P. Diaz, Uruguay, 1998-2000
- Christian Watrin, Tyskland, 2000–2002
- Leonard P. Liggio, USA, 2002–2004
- Victoria Curzon-Price, Schweiz, 2004–2006
- Greg Lindsay, Australien, 2006–2008
- Deepak Lal, USA, 2008–2010
- Kenneth Minogue, Storbritannien, 2010–2012
- Allen H. Meltzer, USA, 2012−2014
- Pedro Schwartz Girón, Spanien, 2014−2016
- Peter J. Boettke, USA, 2016−2018
- John B. Taylor, USA, 2018−2020
- Linda Whetstone, Storbritannien, 2020−2021
- Gabriel Calzada, Spanien, 2021−

## Grundare
De ursprungliga grundarna var 
- Maurice Allais, fransk fysiker och ekonom
- Carlo Antoni
- Hans Barth
- Karl Brandt, tysk-amerikansk jordbruksekonom
- Götz Briefs tysk ekonom
- Herbert Cornuelle
- John Davenport
- Stanley Dennison, brittisk ekonom
- Aaron Director, professor i juridik på University of Chicago
- Walter Eucken, tysk ekonom
- Erick Eyck,
- Milton Friedman, amerikansk ekonom
- Harry Gideonse, holländsk-amerikansk ekonom
- Frank Graham,
- Friedrich Hayek, österrikisk ekonom
- Henry Hazlitt, libertariansk filosof, ekonom och journalist
- F. A. Harper
- Trygve Hoff, norsk ekonom och journalist
- Albert Hunold
- Carl Iversen, dansk ekonom
- John Jewkes, brittisk ekonom
- Bertrand de Jouvenel, fransk filosof och politisk ekonom
- Frank Knight, ekonom från Chicagoskolan
- Fritz Machlup, österrikisk-amerikansk ekonom
- Salvador de Madariaga, spansk diplomat och författare
- Henri de Lovinfosse,
- Loren Miller,
- Ludwig von Mises, österrikisk ekonom
- Jose Isidro Morante
- Felix Morley
- Michael Polanyi, ungersk-brittisk kemist, ekonom och statsvetare
- Karl Popper, österrikisk-brittisk filosof
- William Rappard, akademiker och diplomat
- Leonard Read, grundare av Foundation for Economic Education
- George Révay
- Lionel Robbins, brittisk ekonom
- Wilhelm Röpke, ekonom
- George Joseph Stigler, amerikansk ekonom
- Herbert Tingsten, svensk statsvetare och journalist, närvarade på mötet men blev ej medlem
- François Trevoux
- Orval Watts
- Cicely Wedgwood